# Écoquartier du Fort d'Issy
L'écoquartier du Fort d'Issy est situé dans l'ancien Fort d'Issy, dans le quartier des Hauts d'Issy, à Issy-les-Moulineaux dans le sud du département de Hauts-de-Seine. Ce grand ensemble s'inscrit dans le projet du Grand Paris Seine Ouest. 
Ce quartier, malgré l'appellation retenue par ses promoteurs et par la mairie d'Issy, n'a pas le label ÉcoQuartier.

## Histoire
Située sur les hauts d'Issy, un bastion militaire avait été érigé en 1842, le Fort d'Issy,. Ce fort faisait partie d’un ensemble de constructions de défense autour de Paris, intitulé l’enceinte de Thiers, du nom d’Adolphe Thiers, président du conseil du roi Louis-Philippe, qui en a fait voter la construction. 
Ces fortifications ont montré leur totale inutilité pendant la guerre franco-allemande de 1870 et notamment durant le siège de Paris. Les forces prussiennes avaient installé des canons Krupp dans des positions hors d’atteinte des troupes françaises postées dans ces forts, et pilonnaient ainsi les Parisiens, tout en bloquant l'approvisionnement de la ville, sans être gênées par cette enceinte. Après l’armistice du 28 janvier 1871, les troupes dites versaillaises ont utilisé ces forts pour bloquer les communards dans l’espace parisien, et progressivement en venir à bout (avec l’attaque finale, la semaine sanglante, qui s’est achevée le 28 mai 1871). Le chef du pouvoir exécutif de la République française, bientôt président de la République Française, qui a décidé de réprimer dans le sang la Commune de Paris, est justement Adolphe Thiers. Les forts ont ensuite été abandonnés, laissés en friche, pour partie occupés par des logements de fortune. Pendant quelques décennies, les talus ont servi de lieu de promenade aux Parisiens, avec buvettes, marchands ambulants, animations diverses, etc. .
L’opération urbaine à l’origine du quartier a transformé la superficie de douze hectares de cet ancien fort en immeubles d’habitations,.
Les premiers contacts avec le ministère de la Défense, propriétaire du fort, ont commencé en 1997. La vente s’est finalement concrétisée 13 ans plus tard, en 2010,. L’État a vendu le terrain à un prix considéré comme le prix du marché de l’époque, 60 millions d’euros, en en assurant la dépollution (plus de 3 000 obus ont ainsi été extraits du terrain). La ville a investi 60 millions supplémentaires en équipements publics (crèche, médiathèque, centre culturel, écoles, piscine) et a vendu le terrain aux quatre promoteurs qui en offraient le prix le plus haut (d'où, pour les acheteurs potentiels, un prix du m2 assez élevé),. Quelques années ont été ensuite nécessaires, au début des années 2010, pour mener à bien la construction.
L'opération n'a pas le label ÉcoQuartier, ce terme utilisé dans son appellation est une approche marketing. Ce quartier a d'ailleurs a priori été finalisé avant la formalisation de ce label.

## Description
L'ensemble contient 1 600 logements dont 300 logements sociaux, ces derniers étant principalement occupés par des fonctionnaires de la Direction générale de la Gendarmerie Nationale. Il est accessible par les rues du Fort, à l'Est, et du Colonel-Guichard, au Sud. Il jouxte le quartier des Epinettes, plus ancien et essentiellement pavillonnaire. La superficie de ce nouveau quartier est de 12 hectares. 18 bâtiments collectifs sont conçus pour pouvoir abriter 3 600 habitants (5% de la poulation de la ville). L'ensemble de l'opération urbaine comprend également 1 500 m2 de magasins, ainsi que des bâtiments d'usages collectifs. En raison des prix élevé de l'immobilier, le Fort est principalement occupé par des CSP+.
Le terme d'écoquartier, retenu dans son appellation, sans que l'opération soit labellisée, traduit la volonté municipale d'en travailler les aménagements, en particulier en termes d'énergie, selon des orientations de développement durable. Le chauffage urbain recourt à la géothermie. La collecte des déchets ménagers est pneumatique. Les immeubles de logements sont labellisés bâtiment basse consommation. Par ailleurs, un accent a été mis sur les technologies numériques avec des bornes interactives, un réseau internet fibre optique natif, un suivi de la consommation énergétique, et de la domotique dans les appartements,. Cette domotique a une conception qui commence à dater, et connaît quelques problèmes.
Deux écoles dont l'école élémentaire et maternelle Louise Michel, sont inclus dans l’ensemble des bâtiments édifiés. L'école Louise Michel est aussi une construction recourant à des matériaux végétaux: ossature bois, paille utilisée comme isolant, etc..
Des raccordements de ce quartier aux transports en commun de la région parisienne sont envisagés dans le cadre du projet du Grand Paris Seine Ouest. Un projet de téléphérique urbain, examiné de 2007 à 2012, a été abandonné en 2012.

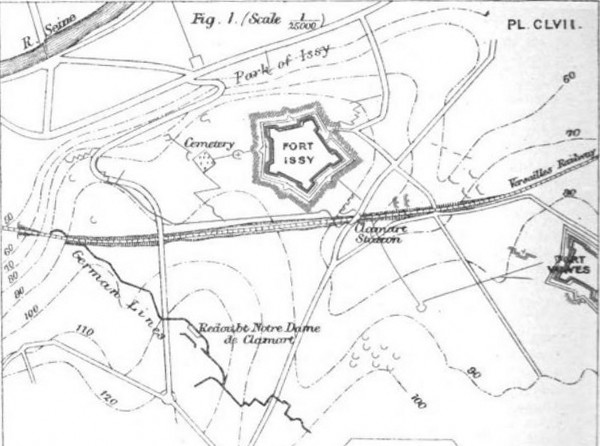
Plan de positionnement du Fort d'Issy.
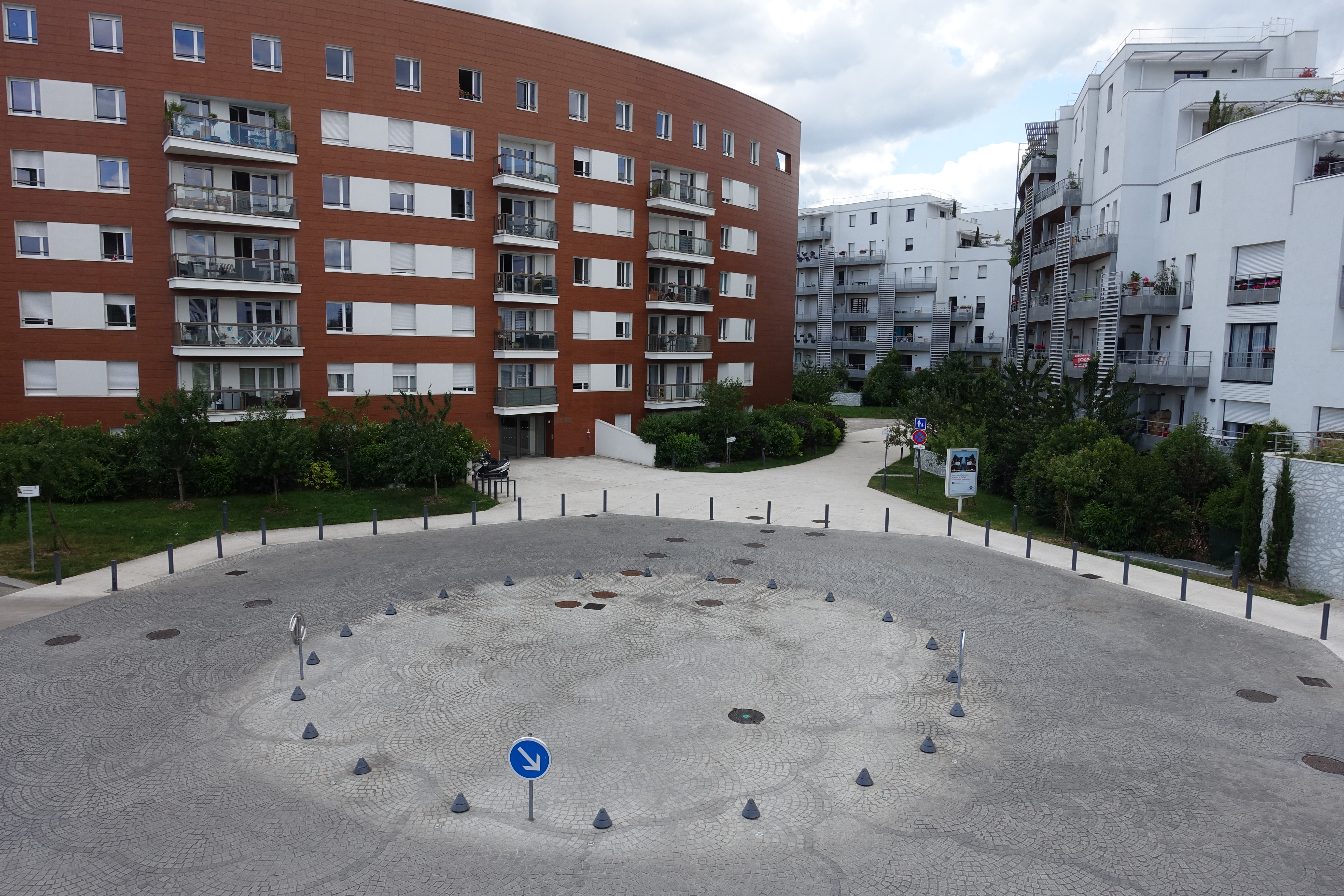
Exemples d'immeubles.
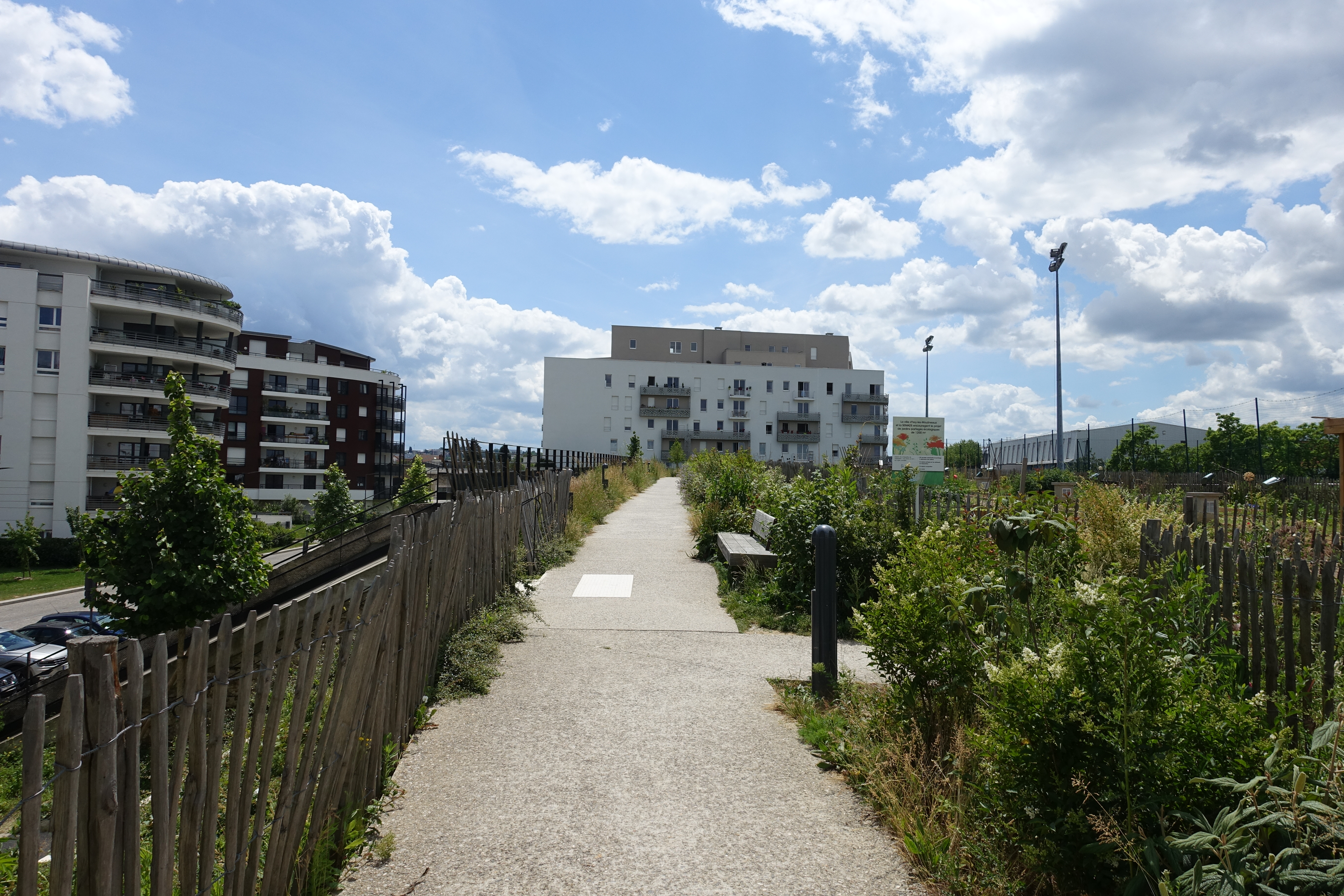
Autre vue.

## Prix
- 2012 : Marianne d’Or du développement durable[12]
- 2015 : Grand Prix des collectivités locales[12]